# Isaac Oliver
Pour les articles homonymes, voir Oliver.
Isaac Oliver, né à Rouen vers 1556, mort à Londres en 1617, est un peintre en miniature anglais d'origine française.

## Biographie

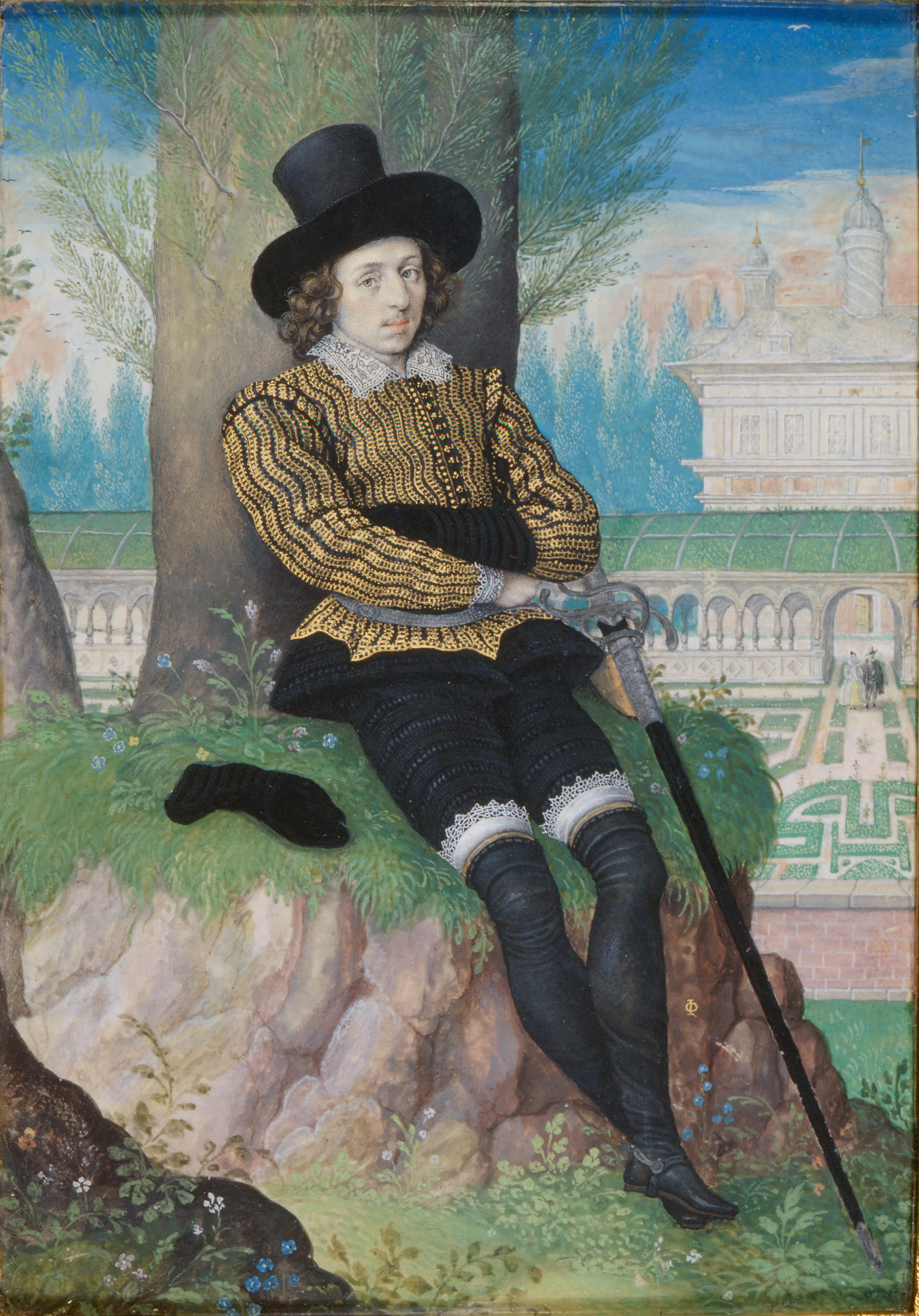
Jeune homme assis sous un arbre (vers 1590-1595), Royal Collection, Londres.

Isaac Oliver est né à Rouen vers 1556 de parents huguenots, Pierre et Épiphanie Oliver. La famille, fuyant les persécutions religieuses, émigre en Angleterre en 1568. Il étudie l'art de la miniature aux côtés de Nicholas Hilliard et, vers la fin du siècle, dépasse la notoriété de son maître.
Il visite Venise en 1596. À la suite de ce voyage, il développe un style naturaliste largement influencé par l’art italien et flamand.
Il épouse, en 1602, Sara Gheeraerts, la fille du célèbre portraitiste Marcus Gheeraerts l'Ancien et de Susannah de Critz après la mort en 1599 de sa première épouse, Elizabeth, mère de son fils aîné Peter Oliver, peintre renommé de l’ère coloniale américaine. Susannah est la fille de Troilus de Critz, un orfèvre d’Anvers, et proche parent de John de Critz, peintre de la reine Élisabeth Ire. Elle est aussi la sœur plus âgée de Madeleine de Critz qui a épousé Marcus Gheeraerts le Jeune (1562–1635).
Le mariage d’Oliver avec une femme issue de la haute bourgeoisie lui permet d'avoir accès à de grandes familles de peintres expatriés qui composent une grande partie de la communauté artistique londonienne à la fin du règne d'Élisabeth Ire et pendant celui des Jacobean, tels que les Gheeraerts et les Critz.
Après la mort de la reine Élisabeth Ire, il devient le peintre de Jacques Ier, Il fait partie de l'entourage de la reine Anne de Danemark et d'Henri Frederick, Prince de Galles dont il peint de nombreux portraits.
Il meurt en 1617, deux ans avant Hilliard. Ses plus jeunes fils étant mineurs au décès de leur père, ce dernier laisse à Peter Oliver (vers 1594-1647), ses carnets de dessins et ses esquisses pour lui succéder dans la profession.
Certaines œuvres d'Oliver sont conservées au Château de Windsor. Ses dessins à la plume sont répertoriés au British Museum.